# Липовець (Молдова)
Липовець (рум. Lipovăț) — село у Глоденському районі Молдови. Входить до складу комуни, адміністративним центром якої є село Балатіна.

## Населення
За даними перепису населення 2004 року у селі проживали 155 осіб, усі — молдавани.